# Khejenim
Khejenim – gaun wikas samiti we wschodniej części Nepalu w strefie Meći w dystrykcie Taplejung. Według nepalskiego spisu powszechnego z 2001 roku liczył on 470 gospodarstw domowych i 2642 mieszkańców (1284 kobiet i 1358 mężczyzn).